# 島本実
島本 実（しまもと みのる、1969年 - ）は、日本の経営学者・経営史学者。一橋大学大学院経営管理研究科教授。組織学会高宮賞および日経・経済図書文化賞受賞。

## 人物・経歴
愛知県出身。愛知県立岡崎北高等学校卒業。1988年に一橋大学社会学部入学。在学中（1992年 - 1993年）の一橋大学派遣交換留学制度により、ドイツ・ケルン大学に留学して1994年に卒業。経営史の米倉誠一郎教授の勧めで大学院に進学し、1996年に一橋大学大学院商学研究科修士課程修了。1999年に同博士課程を修了し、論文「ナショナルプロジェクトの制度設計」により博士（商学）。審査員は米倉誠一郎、沼上幹、鈴木良隆、栗原史郎、楠木建。
大学院修了後は愛知県に戻り、愛知学院大学経営学部講師を経て、2002年同助教授。ハーバード大学客員研究員を経て、2004年一橋大学大学院商学研究科助教授、2014年同教授。2002年組織学会高宮賞（論文部門）受賞。2015年著書『計画の創発：サンシャイン計画と太陽光発電』で、第58回日経・経済図書文化賞を受賞。2016年組織学会高宮賞（著書部門）受賞。

## 著書
- 『組織の〈重さ〉：日本的企業組織の再点検』（沼上幹、田中一弘、加藤俊彦、軽部大と共著）日本経済新聞社 2007年
- 『出光興産の自己革新』（橘川武郎、鈴木健嗣、坪山雄樹、平野創と共著）有斐閣 2012年
- 『計画の創発：サンシャイン計画と太陽光発電』有斐閣 2014年（日経・経済図書文化賞受賞）